# Tucuro
Tucuro je rijeka u Venezueli. Ulijeva se u jezero Maracaibo.